# Военная прокуратура Азербайджана
Военная прокуратура Азербайджанской Республики — являясь специализированной прокуратурой, осуществляет полномочия, возложенные на военные прокуратуры другими законами Азербайджанской Республики в Вооруженных Силах Азербайджана и других вооруженных формированиях, предусмотренных законодательством Азербайджанской Республики.

## История
На территории бывшего СССР деятельность прокуратуры Азербайджанской Республики регулировалась Законом Союза от 30 ноября 1979 года «О прокуратуре СССР». В то время в системе прокуратур Азербайджанской Республики не действовали военные прокуратуры.
На территории Республики действовали расположенная в Баку Военная прокуратура — воинская часть № 63470 и Военная прокуратура Военно Морского Флота, а также военные прокуратуры Гянджинского, Ленкоранского и Нахичеванского гарнизонов, которые также подчинялись Военной прокуратуре Закавказского военного округа.
После распада СССР эти прокуратуры были упразднены и стали создаваться военные прокуратуры независимой Азербайджанской Республики. Правовой основой для создания этих прокуратур послужил Конституционный закон о государственной независимости Азербайджанской Республики от 18 октября 1991 года, принятый Верховным Советом Азербайджана. Согласно статье 4 указанного Закона, законы СССР, не противоречащие суверенитету Азербайджанской Республики и не направленные на изменение государственного устройства, оставались в силе до принятия соответствующих законов суверенной республики.
Позднее решением высшего законодательного органа Азербайджана – Милли Меджлиса – 21 мая 1992 года Азербайджанская Республика приняла Закон «О военных прокуратурах», а 26 августа 1992 года Президент Республики принял Закон «О сохранении юридической силы законодательных актов бывшего СССР, определяющих статус прокуратур на территории Азербайджанской Республики и правила их применения».
В соответствии с этим, Закон «О прокуратуре СССР» от 30 ноября 1979 года и Правовой акт «О военной прокуратуре» от 4 августа 1981 года, а также правила присвоения специальных званий сотрудникам прокуратуры, их награждения, привлечения к дисциплинарной ответственности и другие нормативные акты, сохранили свою юридическую силу на территории Азербайджанской Республики. Согласно статье 2 этого Закона, права и обязанности Генерального прокурора СССР и Военного прокурора СССР на территории Азербайджанской Республики осуществляли соответственно Генеральный прокурор и Военный прокурор Азербайджана.
В целях реализации вышеуказанных актов приказом министра обороны Азербайджанской Республики Военная прокуратура республики, а также военные прокуратуры Бакинского, Гянджинского, Нахичеванского, Ленкоранского, Физулинского, Карабахского гарнизонов и Военно-морских сил Азербайджана были переданы под охрану соответствующих воинских частей. Приказом министра обороны личный состав Военных прокуратур был включен в штатную численность Вооруженных Сил Азербайджанской Республики и установлено, что на них также распространяются Устав и Положение, определяющие правила прохождения военной службы, когда личный состав Военных прокуратур находится на действительной военной службе. Перечни должностей прокуроров и следователей военных прокуратур и соответствующие этим должностям воинские звания утверждались Генеральным штабом Вооруженных Сил по представлению Генерального прокурора Азербайджанской Республики, а финансирование военных прокуратур осуществлялось Министерством обороны Азербайджанской Республики.
За этот период в военной прокуратуре Азербайджанской Республики произошли определенные изменения. Были созданы Военно-воздушные силы и Войска ПВО, Военно-Морской Флот, Внутренние войска, Военные прокуратуры Пограничных войск, Специализированная военная прокуратура, Апшеронская военная прокуратура. Некоторые из них впоследствии были упразднены.

### Настоящее время
В настоящее время роль правовой основы создания и деятельности военных прокуратур Азербайджана играют Конституция Азербайджанской Республики, принятая в 1995 году, Закон Азербайджанской Республики "О прокуратуре" от 7 декабря 1999 года, Закон Азербайджанской Республики "О службе в прокуратуре" от 29 июня 2001 года, а также Законы Азербайджанской Республики "О военной службе", "О статусе военнослужащих" и другие нормативные акты.

## Структура[4]
1. Руководство
2. Центральный аппарат
3. Подведомственные прокуратуры:

- Бакинская военная прокуратура
- Физулинская военная прокуратура
- Гянджинская военная прокуратура
- Карабахская военная прокуратура
- Ленкоранская военная прокуратура
- Сумгаитская военная прокуратура
- Шамкирская военная прокуратура
- Тертерская военная прокуратура
- Загатальская военная прокуратура
- Губадлинская военная прокуратура
- Кельбаджарская военная прокуратура

## Направленные действия
Закон Азербайджанской Республики «О прокуратуре».
Статья 12. Военная прокуратура Азербайджанской Республики:

Военная прокуратура Азербайджанской Республики, являясь специализированной прокуратурой, осуществляет полномочия, возложенные на военные прокуратуры в Вооруженных Силах Азербайджанской Республики и других вооруженных формированиях, предусмотренные законодательством Азербайджанской Республики, настоящим Законом и другими законами Азербайджанской Республики.
Военная прокуратура Азербайджанской Республики осуществляет надзор за соблюдением законов и воинских уставов в местах содержания арестованных и заключенных военнослужащих, в дисциплинарных частях, а также при исполнении наказаний в воинских частях.
Запрашивает материалы внутренних проверок, проведенных в Вооруженных Силах Азербайджанской Республики. По решению Военной прокуратуры Азербайджана, на основании заявлений, жалоб, обращений, информаций субъектов оперативно-розыскной деятельности и других сведений, определенных законодательством, в отношении разграбления имущества, против военной службы, а также других преступлений, совершенных или подготовленных военнослужащими в Вооруженных Силах Азербайджанской Республики, проводится проверка. Для этой цели выделяются специалисты и принимается соответствующее решение в зависимости от того, достаточны ли расследованные факты для возбуждения уголовного дела или нет.
Военная прокуратура осуществляет свои функции независимо от органов военного управления и командования. Сотрудники военных прокуратур могут беспрепятственно входить в здания и на территории всех органов военного управления, воинских частей, военных предприятий и ведомств в связи с исполнением своих служебных обязанностей.
К Военной прокуратуре Азербайджанской Республики относятся:
- Военная прокуратура Азербайджанской Республики
- Военная прокуратура Нахичеванской Автономной Республики
- Военные прокуратуры

Военные прокуратуры организуют Вооруженные Силы Азербайджанской Республики в районах расположения военных гарнизонов с учетом количества воинских частей, отнесенных к сфере деятельности этой прокуратуры.
Военную прокуратуру Азербайджанской Республики возглавляет Военный прокурор Азербайджанской Республики, который считается заместителем Генерального прокурора.
Военный прокурор Азербайджанской Республики назначается на должность и освобождается от должности в соответствии с частью IV статьи 133 Конституции Азербайджанской Республики.
В Военной прокуратуре Азербайджанской Республики могут создаваться формирования, отделы и другие структурные подразделения. Начальники и заместители отделов и управлений считаются старшими помощниками и помощниками Военного прокурора. В отделы и департаменты могут назначаться прокуроры и следователи.
Сотрудники Военной прокуратуры Азербайджанской Республики назначаются и освобождаются от должности Генеральным прокурором Азербайджанской Республики. Военный прокурор Азербайджанской Республики может дать рекомендации о назначении или освобождении должностных лиц.
Военный прокурор Азербайджанской Республики издает приказы, инструкции и другие акты в пределах своих полномочий, и их исполнение является обязательным для всех сотрудников Военной прокуратуры.
Создана Коллегия Военной Прокуратуры Азербайджанской Республики, которая является совещательным органом в Военной Прокуратуре Азербайджанской Республики. Возглавляет коллегию военный прокурор Азербайджанской Республики. В состав коллегии входят Военный прокурор Азербайджана, его заместители, военный прокурор Нахичеванской Автономной Республики, начальники управлений и отделов, другие руководящие сотрудники Военной прокуратуры. Состав коллегии утверждается Генеральным прокурором Азербайджанской Республики по представлению Военного прокурора Азербайджанской Республики. Коллегия действует в пределах своих полномочий, предусмотренных частями третьей и четвертой статьи 11 Закона.
Офицеры военных прокуратур проходят военную службу в Вооруженных Силах Азербайджана в соответствии с Законом Азербайджанской Республики "О военной службе" и имеют права и привилегии, определенные Законом Азербайджанской Республики "О статусе военнослужащих" и другими законами.
Военные прокуроры Азербайджанской Республики несут ответственность за призыв граждан, проходящих службу в военной прокуратуре, их выход на пенсию и отставку.

## Функции
Военная Прокуратура Азербайджанской Республики изучает материалы внутренних проверок, проводимых в Вооруженных Силах Азербайджана. Для проведения проверки на основании решения Военной прокуратуры Азербайджана, на основании информации субъектов оперативно-розыскной деятельности и других сведений, определенных законодательством, о хищениях имущества в Вооруженных Силах и о других преступлениях, совершенных или подготовленных военнослужащими, жалобами, обращениями и другими преступлениями, а также о фактах что расследованные факты достаточны для возбуждения уголовного дела.
Заместитель Генерального прокурора Азербайджанской Республики назначается Военным прокурором Азербайджанской Республики.

## Военные Прокуроры Азербайджанской Республики
- Ровшан Алиев (1992—1993)
- Низами Тахмазов (1993—1995)
- Рамиз Рзаев[азерб.] (17 июня 1995 — 17 мая 2000)
- Сиясат Алиев (и.о.) (2000—2003)
- Ильхам Мамедов (и.о.) (2003—2005)
- Ханлар Велиев (10 февраля 2005 — 8 апреля 2025)[6][7]